# リターン・トゥ・ザ・ラスト・チャンス・サルーン
『リターン・トゥ・ザ・ラスト・チャンス・サルーン』("Return to the Last Chance Saloon")は、1998年発表のブルートーンズのセカンドアルバム。

## 解説
前作と比べて、骨太なロック色が強い。歌詞についても、言葉遊びやユーモアに富んだものが増えている。マークは、「今の僕らにとって歌詞は二番手三番手。サウンドが何より大切なんだよ。音だけで人の心を動かせるバンドになりたいんだ。オルガンを入れたりしたのもそういうことだよ」と語っている。
またアルバムタイトルの意味について、マークは「1枚目で1位になったとか、そういうことはたいしたプレッシャーじゃなかった。それより、もう自分達はだめなんじゃないか？って不安がね。‘‘ラスト・チャンス・サルーン’’はまさにそれを言ってるんだ。このアルバムを作ってる間の僕らの心構えを、ジョークまじりにね。だってこれが本当に僕らの最後のチャンスかもしれなかったんだから」と語っている。
商業的には全英10位、16週チャートインし、ゴールド・ディスクに輝いた。また日本ではオリコン40位を記録し、日本において最も売れたブルートーンズのアルバムとなっている。

## 収録曲
1. トーン・ブルーズ - Tone Blooze
2. アンペインテッド・アリゾナ - Unpainted Arizona
3. ソロモン・バイツ・ザ・ウォーム - Solomon Bites the Worm
4. UTA - U.T.A.
5. 4デイ・ウィークエンド - 4-Day Weekend
6. スリージー・ベッド・トラック - Sleazy Bed Track
7. イフ - If...
8. ジャブ・ジャブ・バード - The Jub-Jub Bird
9. スカイ・ウィル・フォール - Sky Will Fall
10. エイムズ - Ames
11. ダウン・アット・ザ・レザヴォワー - Down at the Reservoir
12. ハード・ユー・ワー・デッド - Heard You Were Dead
13. ブロークン・スター - Broken Starr

- アルバムの最後には、数分間の空白をはさんで隠しトラック（「A Woman Done Gone Left Me」というタイトル）が収録されている。

## シングル
- 1998年　ソロモン・バイツ・ザ・ウォーム - 10位
- 1998年　イフ - 13位
- 1998年　スリージー・ベッド・トラック - 35位
- 1998年　4デイ・ウィークエンド - メールオーダーのみのリリース

## その他
- 「アンペインテッド・アリゾナ」のタイトルは、ニコラス・ケイジ主演の映画「赤ちゃん泥棒」に出てくる家具店の名前から採られている。
- 「4デイ・ウィークエンド」のミュージック・ビデオは、日本人アニメーターの森本晃司が担当している。